# Andri Snær Magnason
 (janvier 2015).
Si vous disposez d'ouvrages ou d'articles de référence ou si vous connaissez des sites web de qualité traitant du thème abordé ici, merci de compléter l'article en donnant les références utiles à sa vérifiabilité et en les liant à la section « Notes et références ».
Andri Snær Magnason, né le 14 juillet 1973 à Reykjavik, est un écrivain islandais. Son œuvre, publiée dans plus de trente pays, a reçu de nombreux prix littéraires.
En français, quatre de ses œuvres sont disponibles, dont son premier roman, LoveStar et son recueil de poésie Bónusljóð/Poèmes de supermarché.
Il est candidat lors de l'élection présidentielle islandaise de 2016.

## Biographie
Andri Snær Magnason, né dans une famille de docteurs et d'infirmières, lui aussi marié à une infirmière, étudie la littérature islandaise et effectue ensuite des recherches sur la poésie traditionnelle islandaise. Il crée un véritable événement dans son pays avec la publication, en 1996, d'un recueil de poèmes Bónusljóð/Poèmes de supermarché,, publié en version bilingue traduit en français par Walter Rosselli aux éditions d'en bas en 2016. Depuis, il a aussi écrit des nouvelles, essais, pièces de théâtre, et son premier roman LoveStar, paraît traduit en français par Éric Boury aux éditions Zulma en 2015,. Paru en 2002 en Islande, LoveStar a conquis lecteurs et critiques, est sélectionné pour le prix « Roman de l'année » des libraires, reçoit le DV Literary Award, et est nommé pour le prix de littérature islandaise.[réf. nécessaire]
Il est aussi l'auteur de livres pour la jeunesse : Les Enfants de la planète bleue traduit en français par François Émion (Gallimard Jeunesse, 2003), traduit dans 26 langues, a été le premier livre pour enfants à recevoir le prix de littérature islandaise. Son ouvrage le plus récent, Timakistan a été élu Livre pour enfants de l'année en Islande en 2013.
Il réalise en 2010 un documentaire très remarqué, Dreamland, d'après l'ouvrage du même nom, où il traite de la crise écologique et financière en Islande, dénonçant la destruction massive de la nature via la mise en place de barrages et le puisement des réserves d'aluminium par des entreprises privées. Vice-président de l'Union des écrivains Islandais et membre de la Maison de la Culture de Reykjavik, il est actif dans la lutte contre la destruction des Highlands Islandais.

## Œuvres
- (is) Ljóðasmygl og skáldarán, 1995
- Bónusljóð/Poèmes de supermarché, Éditions d'en bas, 2016 ((is) Bónusljóð, 1996), trad. Walter Rosselli, 96 p.  (ISBN 978-2829005237)Version bilingue
- (is) Engar smá sögur, 1996
- Les Enfants de la planète bleue, Gallimard Jeunesse, 2003 ((is) Sagan af bláa hnettinum, 1999), trad. François Émion, 123 p.  (ISBN 2-07-054745-0)
- LoveStar, Zulma, 2015 ((is) LoveStar, 2002), trad. Éric Boury, 428 p.  (ISBN 978-2-84304-700-8)
- (is) Bónusljóð 33% meira, 2003
- (is) Draumalandið - sjálfshjálparbók handa hræddri þjóð, 2006
- (is) Tímakistan, 2013
- Du Temps et de l'Eau, Requiem pour un glacier, Alisio, 2020 ((is) Um tímann og vatnið, 2019), trad. Catherine Mercy et Véronique Mercy, 368 p.